# Taliska
Taliska é uma língua artificial criada pelo escritor de fantasia e linguista J. R. R. Tolkien e que pertence ao universo de O Senhor dos Anéis. Foi produzida com base na língua gótica.